# Discovery Digital Media
Discovery Digital Media – grupa mediów należąca do Discovery Communications. Obejmuje grupę witryn internetowych poświęconych nauce i edukacji, mobilny kanał Discovery oraz usługę VOD.

## Discovery Mobile
Nadający 24 godziny na dobę kanał telewizyjny przeznaczony do urządzeń mobilnych (głównie komórek).Dostępny w większości amerykańskich operatorów.Na kanale nadawane są programy z innych stacji Discovery oraz specjalne krótkie filmiki dokumentalne. Kanał prezentuje programy dotyczące wszystkich dziedzin życia: nauka, historia, podróże, zwierzęta, zdrowie, motoryzacja i style życia. Jest nadawany w wysokiej rozdzielczości.

## Discovery Online
Grupa witryn poświęcona nauce i tematom pokrewnym.

### Petfinder
Najstarsza i największa wyszukiwarka zwierząt oczekujących na adopcję. Portal jest także źródłem wiedzy o tym, jak wybrać najbardziej odpowiednie zwierzę do warunków  domowych oraz w jaki sposób opiekować się nim. Na stronie dostępny jest katalog zawierający ponad 10000 schronisk wraz z listą zwierząt. Pomaga wyszukać zwierzęta w pobliżu miejsca zamieszkania głównie w USA, ale dostępne są także dane z Kanady, Meksyku i krajów karaibskich. Według danych Discovery Communications portal odwiedza miesięcznie ponad 3,5 miliona internautów.

### HowStuffWorks
Internetowa encyklopedia zakupionna w październiku 2007. Oprócz standardowych definicji haseł zawiera ciekawostki, filmy, interaktywne ćwiczenia itp.Portal otrzymał kilkukrotnie nagrody Webby Awards, pojawił się na liście "25 stron które warto odwiedzić" opublikowanej w The Times oraz czterokrotnie na liście "100 najlepszych stron w USA" opublikowanej w magazynie  PC Magazine. HowStuffWorks przyciąga średnio ponad 10 milionów internautów miesięcznie.

### TreeHugger
Portal zakupiony w sierpniu 2007. Początkowo miał być częścią Planet Green, później stał się oddzielnym portalem. Jest źródłem informacji na temat zdrowego stylu życia.Portal działa jako źródło informacji o ekologii i sozologii, blog i forum miłośników przyrody oraz internetowy kanał audio-telewizyjny poświęcony ekologii. Zawiera także wiele materiałów wideo i interaktywnych. Według danych Discovery Communications portal odwiedza miesięcznie ponad milion internautów.

## Discovery on Demand
Serwis VOD stworzony w 2006 roku przez Discovery Communications. Udostępnia widzom najlepsze programy emitowane na kanałach Discovery. Jest dostępny u większości operatorów telewizji cyfrowych i kablowych w USA. Usługa udostępniana jest także do krajów takich jak: Belgia, Dania, Finlandia, Niemcy, Włochy, Norwegia, Hiszpania, Szwecja, Szwajcaria i Wielka Brytania. Obecnie usługa nie jest dostępna w Polsce.